# Clara Rocha (atriz)
Clara Rocha (Silves, 9 de Maio de 1943 - Lisboa, 14 de Julho de 2017) foi uma actriz portuguesa.

## Biografia
Nasceu em 9 de Maio de 1943, na cidade de Silves, no Algarve.
Frequentou o Conservatório Nacional de Teatro, onde obteve o seu diploma de actriz.
Estreou-se profissionalmente no Teatro da Trindade, em 1961.
A sua carreira passou também pelo cinema, televisão e rádio (teatro radiofónico). 
Em 1962 estreou-se no filme Dom Roberto, realizado por José Ernesto de Sousa. Participou também nos filmes O Milionário, A Canção da Saudade e O Crime da Aldeia Velha.
Na televisão, fez parte do elenco de diversas peças de teleteatro, como: A Acácia do Quintal, O Homem que Casou com uma Mulher Surda, A Luz Verde, A Feiticeira, D. Gil Vestido de Verde e Volpone. 
Ainda nos anos 60 colaborou na série Uma História por Semana, ao lado de Henrique Santana.
Em 1980 participou na série televisiva Retalhos da Vida de um Médico, de Artur Ramos. Fez parte do elenco da telenovela Palavras Cruzadas (1987) e do telefilme Luísa e os outros (1989) realizado por Alfredo Tropa. 
Faleceu em 14 de Julho de 2017, na cidade de Lisboa, aos 74 anos de idade. O velório foi organizado na Igreja de Santa Joana Princesa, tendo o corpo sido depositado no Cemitério dos Olivais, igualmente em Lisboa.

## Televisão
- 1962 - A Comédia do Homem que Casou com uma Mulher Muda[7]
- 1979 - Os Putos[8]
- 1980 - Retalhos da Vida de um Médico[9]
- 1987 - Palavras Cruzadas[10]
- 1989 - Luísa e os Outros [11]
- 1991 - Histórias Fantásticas[12]

## Teatro
- 1961 - A Casa dos Vivos - Teatro da Trindade
- 1961 - Os Fantasmas - Teatro da Trindade[13]
- 1964 - O Pecado Mora ao Lado - Teatro Avenida[14]
- 1965 - O Inspector Geral - Teatro Villaret[15]
- 1965 - Braço Direito, Precisa-se! - Teatro Villaret[16]
- 1965 - Desculpe se o Matei - Teatro Villaret[17][18]
- 1966 - Zero, Zero, Zé - Ordem P'ra Pagar - Teatro Variedades[19][20]
- 1967 - Deliciosamente Louca! - Teatro Monumental[21][22][23]
- 1974 - O Canto do Fantoche Lusitano - Teatro da Trindade (Teatro Português de Paris)[24]
- 1976 - Tartufo - Teatro Animação de Setúbal[25]
- 1978 - Tu Não Conheces a Música? - Teatro Animação de Setúbal[26]
- 1979 - O Jogo do Amor e do Acaso - Teatro Animação de Setúbal[27]
- 1980 - Credores - Teatro Animação de Setúbal
- 1980 - Tatipirum - Teatro Animação de Setúbal[28]
- 1981 - O Cavalheiro Respeitável - Teatro Animação de Setúbal
- 1981 - Fernão, Mentes? - Teatro A Barraca[29]
- 1982 - Tudo Bem! Reflexões Acerca do Homem Novo - Teatro A Barraca[30]